# Douglas C-124 Globemaster II
Douglas C-124 Globemaster II tudi "Old Shaky" je bilo težko štirimotorno propelersko vojaško transportno letalo. Proizvajalo ga je ameriško podjetje Douglas Aircraft Company v Long Beach, Kalifornija.
C-124 je bilo glavno težko transportno letalo Ameriških letalskih sil vse do prihoda reaktivnega Lockheed C-141 Starlifter. C-124 je bil v uporabi do leta 1974. V letih 1949–1955 so zgradili 448 letal.
Douglas Aircraft je razvijal C-124 v obdobju 1947-1949. Deloma je baziran na predhodniku Douglas C-74 Globemaster. Pri načrtovanju so uporabili izkušnje iz Berlinske blokade. 
C-124 so poganjali štirje zračnohlajeni zvezdasti motorji Pratt & Whitney R-4360, vsak je razvil 3800 KM. C-124 je imel na sprednjem delu dve školjkasti vrati in rampo, na zadnjem delu pa tovorno dvigalo. Lahko je prevažal 31 ton tovora ali pa 200 vojakov v dveh nadstropjih ali pa 127 nosil v primeru medicinskih prevozov. Svoj čas je bil edino letalo, ki je lahko prevažalo težko opremo kot so tanki in buldožerji, brez da bi jo bilo treba prej razstaviti.
Prvič je poletel 27. novembra 1949, prve dobave so sledile maja 1950. Verzija C-124C je imela močnejše motorje.

## Tehnične specifikacije (C-124C Globemaster II)
Podatki iz McDonnell Douglas Aircraft since 1920
Splošne karakteristike
- Posadka: 5
- Dolžina: 130 ft 5 in (39,76 m)
- Razpon kril: 174 ft 11⁄2 in (53,09 m)
- Višina: 48 ft 31⁄2 in (14,72 m)
- Površina kril: 2506 ft² (232,9 m²)
- Teža praznega letala: 101165 lb (45984 kg)
- Naložena teža: 185000 lb (84090 kg)
- Maks. vzletna teža: 194500 lb (98409 kg)
- Pogon letala: 4 ×  Zvezdasti motorji Pratt & Whitney R-4360-63A "Wasp Major", 3800 KM (2834 kW)  vsak

 Zmogljivost 
- Maks. hitrost: 304 mph (264 vozlov, 489 km/h) na 20.800 ft (6.340 m)
- Potovalna hitrost: 230 mph (200 vozlov, 370 km/h)
- Doseg: 6820 mi (5930 nmi, 10975 km)
- Višina leta: 21800 ft (6645 m)
- Hitrost vzpenjanja: 760 ft/min (3,9 m/s)

- C-124A tovorni prostor